# لايف فورس تينكا
لايف فورس تينكا (بالإنجليزية: Lifeforce Tenka)، وتسمى في الإصدار الأمريكي كودنيم تينكا (Codename Tenka)، هي لعبة فيديو بريطانية، من نوع تصويب منظور الشخص الأول، صدرت اللعبة في الأسواق بتاريخ 31 مايو 1997، وتعمل على منصتي بلاي ستيشن وويندوز.